# 1303 Luthera
1303 Luthera (1928 FP) là một tiểu hành tinh nằm phía ngoài của vành đai chính được phát hiện ngày 16 tháng 3 năm 1928 bởi Friedrich Karl Arnold Schwassmann ở Đài thiên văn Hamburg-Bergedorf.